# اکسوممازین
اکسوممازین (انگلیسی: Oxomemazine) دارویی است که برای درمان بثورات آلرژیک، ورم کوئینک، اریتما، عوارض داروئی، رینیت آلرژیک، آسم، گاستر آلرژی پیروزیس و انواع سرفه استفاده می‌شود.

## ملاحظات (عوارض)
مصرف این دارو موجب خواب آلودگی می‌شود. در صورت حساسیت به دارو مصرف آن ممنوع می‌باشد.